# Gisikdrono
Gisikdrono is een bestuurslaag in het regentschap Semarang van de provincie Midden-Java, Indonesië. Gisikdrono telt 19.001 inwoners (volkstelling 2010).